# ريك بيك
ريك بيك (بالإنجليزية: Rick Beck)‏ هو مهندس كهربائي وسياسي أمريكي، ولد في 15 يونيو 1956 في الولايات المتحدة. حزبياً، نشط في الحزب الجمهوري. وقد انتخب عضو مجلس نواب أركنساس.

## وصلات خارجية
- الموقع الرسمي